# Venedigfördraget
Venedigfördraget för konserveringen och restaureringen av monument och platser är en konvention som ger ett internationellt ramverk för bevarande och restaureringsarbeten på kulturskyddade byggnadsverk och fornminnen. Kommittén som skapade dokumentet hade som mål att skapa vägledande principer för att bevara historiska byggnadsverk.

## Historisk bakgrund till fördraget

### Atendeklarationen
Utvecklandet av nya konversverings- och restaureringstekniker har hotat de historiska byggnaderna i generell mening. International Museum Office organiserade därför ett möte med specialister om bevarandet av historiska byggnader 1931. Konferensen resulterade i Atendeklarationen för restaurerandet av historiska monument och beståd av ett manifest med sju punkter.De sju punkterna i manifestet var::
De sju punkterna i manifestet var:
- att etablera organisationer för restaureringsrådgivning
- att säkerställa att projekt synas med kunnig kritik
- att bilda nationell lagstiftning för att bevara historiska objekt
- att återbegrava utgrävningar som inte skulle restaureras
- att tillåta användandet av modern teknik och material i restaureringsarbeten.
- att placera historiska objekt under frihetsberövande skydd
- att skydda området kring historiska objekt

Som en sorts idé om ett gemensamt världsarv, belystes betydelsen hanteringen av monument och principen kring att intregrera nya material. Atendeklarationen hade väldigt långtgående förslag för sin tid vid sidan om dess uppenbara påverkan av Venedigfördraget och skapandet av bevarandeinstitutioner.

### Första internationella kongressen för arkitekter och specialister kring historiska byggnader
Med oro för att det inte skulle vara tillräckligt att lista och skydda historiska byggnader, arrangerade arkitekturspecialister en kongress 1957 i Paris, som kallades Första internationella kongressen för arkitekter och specialister kring historiska byggnader. Resultatet av denna blev att kongressen lät publicera sju rekommendationer, vilka var:
1. länder, som ännu saknar en central organisation för att skydda historiska byggnader, ser till att inrätta en sådan myndighet,
2. skapandet av en internationell församling med arkitekter och specialister kring historiska byggnader bör övervägas,
3. en specialiserad yrkesutbildning för alla personalkategorier bör stödjas för att säkra högkvalificerat arbete och att ersättning ska stå i proportion till sådana kvalifikationer,
4. de hygrometriska problemen kring historiska byggnader bör diskuteras på ett symposium,
5. samtida konstnärer ska tillfrågas för att bidra till dekorerandet av monument,
6. nära samarbete bör etableras mellan arkitekter och arkeologer,
7. arkitekter och stadsplanerare samarbetar för att säkra integrationen av historiska byggnader i stadsplanering.

Som sitt sista beslut, gick kongressen med på att ha ett andra möte i Venedig och Piero Gazzola, som verkade som ordförande vid Venedigfördraget, bjöds in för att hålla Venedigkongressen.

### Andra internationella kongressen för arkitekter och specialister kring historiska byggnader
Under Andra internationella kongressen för arkitekter och specialister kring historiska byggnader, antogs 13 resolutioner av vilka de första var Venedigfördraget och de övriga skapandet av International Council on Monuments and Sites (ICOMOS).
Fördraget bestod av sju huvudrubriker och sexton artiklar. Konceptet historiska monument och platser tolkades som det gemensamma arvet som därför skulle skyddas för framtida generationer med full av rikedom och äkthet definierad som det gemensamma ansvaret.

## Tillgängliga språk
Det ursprungliga dokumentet publicerades på engelska och franska. Texten finns idag tillgänglig på 29 språk.

## Synpunkter på fördraget
Venedigfördraget är det mest inflytelserika konserveringsdokumentet som ännu är giltigt sedan 1964. Följande aspekter täcks dock inte in i fördraget:
- Begreppet plats som också kan appliceras på historiska landskap och trädgårdar
- Begreppet reversibilitet i restaurering
- Sociala och finansiella frågor

Åren efter publiceringen, aktualiserades syftet med fördraget mellan specialister och ett antal symposium ägde rum för att förbättra den allmänna förståelsen och medvetenheten bland folk involverade i konserverings- och restaureringsarbeten på historiska byggnader. En majoritet av deltagarna var dock från Europa, vilket gjorde att dessa gjordes efter sociala, ekonomiska och kulturella förhållanden liksom tekniska kvalifikationer där. Man påtalade även översättningsfel och missförstånd som härrörde från dessa.
Med början av världsarvskonventionen (1972), reviderades en del av de begränsade förklaringarna av Venedigfördraget. Begreppet kulturarv, som uttrycktes som historiska monument, kategoriserades nu istället som monument, grupper av byggnader och platser. Senare tog Naradokumentet om äkthet (1992) ansvaret att klargöra äkthetsrelaterade frågor som uttrycktes i artikel 6 och 7 i Venedigfördraget.
7 november 1995 höll ICOMOS möte i Neapel; frågan "Bör det göras en översyn av Venedigfördraget?"  diskuterades med Raymound Lemaire som deltagare, rapportör till Venedigfördraget 1964. Trettio år efter Venedigfördraget, förklarade Lemaire att: Fördrag är på modet. De anses bidrag till att rikta åtgärder. De innehåller dock inte mer än ett minimum kring vilket majoriteten är överens om. Bara undantagsvis täcker de helheten kring frågan de behandlar. Detta är fallet med Venedigfördraget.
Och så fortsatte han med sina åsikter om den då aktuella förståelsen kring monument och restaurering. Han påpekade behovet av ett nytt dokument eller en effektiv anpassning med hänsyn till behovet att åtgärdas med försiktighet och visdom, med respekt för alla kulturer och framför allt med etisk och intellektuell disciplin.
Även om Venedigfördraget har kritiserats och man planerat skriva om det; så har det med sina råd, verkat för sitt syfte sedan den skrevs. Fördraget förtjänar att respekteras och återges som ett historiskt dokument som ger en referenspunkt för konserveringen och restaureringen av monument och platser.